# دير الزهراني
دير الزِهراني هي إحدى القرى اللبنانية من قرى قضاء النبطية في محافظة النبطية. و يعود اصل تسميتها إلى دير وهي الكنيسة كانت فيها، فسُميت دير، أما الشق الثاني - الزهراني -، فسُمّيت دير الزهراني.

## نبذة
تبعد دير الزهراني 75 كلم (46.605 مي) عن بيروت عاصمة لبنان. ترتفع 400 م (1312.4 قدم - 437.44 يارد) عن سطح البحر وتمتد على مساحة 1209 هكتاراً (12.09 كلم²- 4.66674 مي²).